# 21 gramów
21 gramów (ang. 21 Grams) – amerykański dramat filmowy z 2003 roku w reżyserii Alejandra Gonzáleza Iñárritu. Zdjęcia kręcono w stanach Nowy Meksyk i Tennessee (Memphis).

## Fabuła
Akcja filmu obejmuje kilkanaście miesięcy. Film ukazuje życie trójki osób, których losy łączy tragiczny wypadek.
Profesor college’u Paul Rivers (Sean Penn) jest ciężko chory, a jego życie może uratować jedynie przeszczepienie serca. Jego żona Mary (Charlotte Gainsbourg) chce mieć z nim dziecko, jednak w wyniku aborcji przeprowadzonej w przeszłości nie może zajść w ciążę w naturalny sposób – jedynym wyjściem jest sztuczne zapłodnienie. Cristina Peck (Naomi Watts), szczęśliwa żona Michaela (Danny Huston) i matka dwóch córek, starsza siostra Claudii (Clea DuVall). Jack Jordan (Benicio del Toro) jest zresocjalizowanym kryminalistą i wraz z żoną Marianne (Melissa Leo) stara się odbudować życie rodzinne. Jack głęboko angażuje się w działalność religijną.
Ich losy połączy nieszczęśliwy wypadek, spowodowany przez Jacka. Cristina traci w nim obie córki i męża. Paul dostaje szansę na dłuższe życie – serce Michaela. Na skutek wypadku zostaje nadszarpnięta wiara Jacka. Bohaterowie muszą zmierzyć się ze swoim życiem po tragicznym wypadku.

## Obsada
- Sean Penn – Paul
- Naomi Watts – Cristina
- Danny Huston – Michael
- Carly Nahon – Katie
- Claire Pakis – Laura
- Benicio del Toro – Jack
- Nick Nichols – chłopak
- Charlotte Gainsbourg – Mary
- John Rubinstein – ginekolog
- Eddie Marsan – Rey John
- Clea DuVall – Claudia
- Marc Musso – Freddy
- Teresa Delgado – Gina
- Stephen Bridgewater – P.I. Austin Donneaud
- Lloyd Keith Salter
- David Chattam
- Melissa Leo − Mariann Jordan
- Paul Calderon
- Annie Corley
- Denie O’Hare

## Nagrody Akademii Filmowej
Film 21 gramów był nominowany w 2003 do Oskara (ang. Oscar lub Academy Awards) za Najlepszą Rolę Drugoplanową (Benicio del Toro) i dla Najlepszej Aktorki (Naomi Watts).
| Nagroda                                                            | Kategoria | Zwycięzcy/Nominowani                                                                     | Nagroda przyznana |
| ------------------------------------------------------------------ | --- | ---------------------------------------------------------------------------------------- | ----------------- |
| Academy Awards                                                     | Najlepszy Aktor Najlepsza Rola Drugoplanowa                                                                            | Naomi Watts Benicion del Toro                                                            | nie               |
| Nagrody BAFTA (Brytyjska Akademia Sztuk Filmowych i Telewizyjnych) | Najlepszy Aktor Najlepszy Aktor Najlepsza Aktorka Najlepszy Montaż Najlepszy Scenariusz                                | Benicio del Toro Sean Penn Naomi Watts Stephen Mirrione Guillermo Arriaga                | nie               |
| Nagrody stowarzyszenia krytyków filmowych Broadcast Film Critics   | Najlepsza Aktorka Najlepszy Aktor                                                                                      | Naomi Watts Benicio del Toro                                                             | nie               |
| Nagrody Florida Film Critics                                       | Najlepszy Aktor Najlepsza Aktorka                                                                                      | Sean Penn Naomi Watts                                                                    | tak tak           |
| Nagrody Las Vegas Film Critics                                     | Najlepszy Aktor | Sean Pean (także za film „Mystic River”)                                                 | tak               |
| Nagrody Los Angeles Film Critics                                   | Najlepsza Aktorka | Naomi Watts                                                                              | tak               |
| Nagrody National Board of Review                                   | Najlepszy Aktor | Sean Penn (także za film „Mystic River”)                                                 | tak               |
| Nagrody Online Film Critics                                        | Najlepsza aktorka Najlepszy Reżyser Najlepszy Scenariusz                                                               | Naomi Watts Alejandro González Iñárritu Guillermo Arriaga                                | tak nie           |
| Nagrody Phoenix Film Critics                                       | Najlepsza Aktorka Najlepszy Aktor Najlepsza Rola Drugoplanowa Najlepszy Montaż Najlepszy Scenariusz                    | Naomi Watts Sean Penn Benicio del Toro Stephen Mirrione Guillermo Arriaga                | tak nie           |
| Nagrody Satellite Awards                                           | Najlepszy Aktor Dramatyczny Najlepsza Aktorka Dramatyczna Najlepsza Dramatyczna Rola Drugoplanowa Najlepszy Scenariusz | Sean Penn (także za film „Mystic River”) Naomi Watts Benicion del Toro Guillermo Arriaga | tak nie           |
| Nagrody Screen Actors Guild (SAG)                                  | Najlepszy Aktor Najlepsza aktorka                                                                                      | Benicio del Toro Naomi Watts                                                             | nie nie           |
| Nagrody Southeastern Film Critics                                  | Najlepszy Aktor | Naomi Watts                                                                              | tak               |
| Nagrody Washington DC Area Film Critics                            | Najlepsza Aktorka Najlepszy Aktor Drugoplanowy Najlepszy Scenariusz                                                    | Naomi Watts Benicio del Toro Guillermo Arriaga                                           | tak tak nie       |
| Nagrody World Soundtrack Awards                                    | Odkrycie Roku | Gustavo Santaolalla                                                                      | tak               |

## Box office
| Świat | 60 427 839 |